# Mayiladuthurai (Taluk)
Der Taluk Mayiladuthurai (Tamil: மயிலாடுதுறை வட்டம்) ist ein Taluk (Subdistrikt) des Distrikts Mayiladuthurai im indischen Bundesstaat Tamil Nadu. Hauptort ist die namensgebende Stadt Mayiladuthurai. Der Taluk Mayiladuthurai hat rund 260.000 Einwohner.

## Geografie
Der Taluk Mayiladuthurai liegt im Westen des Distrikts Mayiladuthurai. Wie das gesamte Distriktgebiet gehört er zum Bereich des Kaveri-Deltas. Das Gebiet des Taluks wird im Norden vom Kollidam, dem nördlichsten Mündungsarm des Kaveri-Flusses, begrenzt und wird von mehreren in West-Ost-Richtung fließenden Mündungsarmen des Kaveri durchflossen. Von Norden nach Süden sind dies der Manniyar und der Palavar, die sich im Taluk Mayiladuthurai zum Uppanar vereinigen, der Kaveri-Hauptarm, der Manjalar und der Veeracholan.
Der Taluk Mayiladuthurai grenzt im Osten an die Taluks Sirkali und Tharangambadi, im Süden an den Taluk Kuthalam (alle Distrikt Mayiladuthurai), im Westen an den Taluk Tiruvidaimarudur (Distrikt Thanjavur) und im Norden an den Taluk Kattumannarkoil (Distrikt Cuddalore).

## Bevölkerung
Nach der Volkszählung 2011 hat der Taluk Mayiladuthurai 231.151 Einwohner. 36 Prozent der Bevölkerung lebt in Städten, 64 Prozent in ländlichen Gebieten. 91 Prozent der Einwohner des Taluks Mayiladuthurai sind Hindus, 6 Prozent sind Muslime und 3 Prozent Christen. Die Hauptsprache ist, wie in ganz Tamil Nadu, das Tamil, das nach der Volkszählung 2001 von 99 Prozent der Bevölkerung als Muttersprache gesprochen wird.

## Städte und Dörfer
Zum Taluk Mayiladuthurai gehören die folgenden Orte (in Klammern die Einwohnerzahlen nach der Volkszählung 2011):
Städte:
- Manalmedu (9.017)
- Mayiladuthurai (85.632)

Dörfer:
| - Agarakkirangudi (1.749) - Anaimelagaram (3.158) - Anathandavapuram (3.621) - Arulmolithevan (1.783) - Aruvappadi (1.537) - Attur (2.648) - Budangudi (1.207) - Dharmadanapuram (2.507) - Elanthoppu (2.354) - Ivanallur (1.867) - Kadalangudi (4.838) - Kadambakkam (1.429) - Kaduvangudi (1.365) - Kali -I (3.141) - Kali II Bit (2.125) | - Kanganamputhur (3.435) - Keelamarudandanallur (1.739) - Kesingan (2.768) - Kiloy (3.941) - Kodangudi (1.799) - Korukkai (2.442) - Kovangudi (1.452) - Kulichar (1.729) - Kurichi (2.064) - Maharajapuram (1.448) - Manakkudi (3.418) - Mannampandal (6.302) - Maraiyur (1.343) - Melanallur (1.294) - Mozhaiyur (2.085) | - Mudikandanallur (2.571) - Murugamangalam (1.595) - Muvalur (3.476) - Nallathukudi (3.351) - Namasivayapuram (1.628) - Nidur (5.488) - Pandaravadaimappadugai (5.341) - Pandur (1.929) - Pattamangalam (5.875) - Pattavarthi (2.316) - Ponmasanallur (458) - Ponnur (1.564) - Serudiyur (1.934) - Sethur (2.442) - Sholampettai (4.401) | - Siddamalli (2.289) - Sitharkadu (4.577) - Talainayar (2.967) - Talainayar II Bit (1.490) - Thalancheri (2.261) - Tiruchitrambalam (2.880) - Tiruindalur (6.393) - Tirumangalam (3.296) - Tiruvalaputhur (4.255) - Uluthakuppai (2.919) - Varadampattu (1.428) - Vellalar Agaram (6.307) - Villiyanallur (3.613) |